# Marquesat de Santa Maria de Barberà
El Marquesat de Santa Maria de Barberà és un títol nobiliari creat el 12 de juliol de 1702 pel rei Felip V d'Espanya a favor de Josep Galceran de Pinós i de Rocabertí, fill de Josep Galceran de Pinós i de Perapertusa, senyor de Santa Maria de Barberà, i de la seva segona muller Maria de Rocabertí, baronessa de Montbui, i baronessa de Rialb. Va lligat a la localitat catalana de Barberà del Vallès, antigament coneguda com a Santa Maria de Barberà. Els marquesos són propietaris del Castell de Vilassar, a Vilassar de Dalt, on es troba el seu arxiu.
Se li va concedir la Grandesa d'Espanya el 18 d'agost de 1707, però no anava lligada amb el títol, que li fou concedida el 1813 per Ferran VII. Va ser rehabilitat el 1968 amb Grandesa d'Espanya a favor de Joaquim de Sarriera i Losada, X marquès de Santa Maria de Barberà.

## Marquesos de Santa Maria de Barberà
|                                                | Titular                                                          | Període             |
| Creació per Felip V                            | Creació per Felip V                                              | Creació per Felip V |
| ---------------------------------------------- | ---------------------------------------------------------------- | ------------------- |
| I                                              | Josep Galceran de Pinós i de Rocabertí                           | 1702-1718           |
| II                                             | Josepa de Pinós i d'Urríes                                       | 1718-1747           |
| III                                            | Josep Galceran de Pinós i de Çacirera                            | 1747-1785           |
| IV                                             | Josep Esteve Galceran de Pinós-Santcliment i Sureda de Santmartí | 1785-1813           |
| Concessió de Grandesa d'Espanya per Ferran VII |                                                                  |                     |
| V                                              | Josep Ramon de Pinós i de Copons                                 | 1813-1830           |
| VI                                             | Rafael de Pinós i de Copons                                      | 1830-1838           |
| VII                                            | Maria Josepa de Pinós i de Copons                                | 1838-1866           |
| VIII                                           | Ramon de Sarriera i de Pinós                                     | 1866-1877           |
| IX                                             | Enric de Sarriera i de Vilallonga                                | 1877-1907           |
| X                                              | Joaquim de Sarriera i Losada                                     | 1907-1984           |
| XI                                             | Maria Victòria de Samà i Coll                                    | 1984-1987           |
| XII                                            | Ramon de Sarriera i Fernández de Muniaín                         | 1987-actual titular |

## Història dels marquesos de Santa Maria de Barberà
Josep Galceran de Pinós i de Rocabertí (.-1718), I marquès de Santa Maria de Barberà.
1. Va casar amb Agustina de Urríes i Gurrea.
2. Va casar amb Maria Gracia de Boixadors, filla de Joan Antoni de Boixadors-Pax (àlies Boixadors i Pinós), V comte de Savallà, VII comte de Perelada, V marquès d'Anglesola, vescomte de Rocabertí, baró de Vallmoll. Li va succeir la seva filla:

Josepa de Pinós i d'Urríes (.-1747), II marquesa de Santa Maria de Barberà.
1. Va casar amb Josep d'Alentorn (òlim de Pinós) i de Çacirera, el seu nebot segon. Li va succeir el seu fill:

Josep Galceran de Pinós i de Çacirera (.-1785), III marquès de Santa Maria de Barberà.
1. Va casar amb Magdalena Sureda de Santmartí. Li va succeir el seu fill:

Josep Esteve Galceran de Pinós i Sureda de Santmartí(.-1813), IV marquès de Santa Maria de Barberà.
1. Va casar amb Maria Josepa de Copons i Despujol, II marquesa de la Manresana. Li va succeir el seu fill:

Josep Ramon de Pinós i de Copons (.-1830), V marquès de Santa Maria de Barberà, III marquès de la Manresana, baró de Bellera. Sense descendents. Li va succeir el seu germà:
Rafael de Pinós i de Copons (.-1838), VI marquès de Santa Maria de Barberà, IV marquès de la Manresana, baró de Bellera, baró de Sant Vicent dels Horts. Sense descendents. Li va succeir la seva germana:
Maria Josepa de Pinós i de Copons (.-1866), VII marquesa de Santa Maria de Barberà, V marquesa de la Manresana.
1. Va casar amb Josep Maria de Sarriera i Despujol, V comte de Solterra. Li va succeir el seu fill:

Ramon de Sarriera i de Pinós, VIII marquès de Santa Maria de Barberà, VI marquès de la Manresana, VI comte de Solterra.
1. Va casar amb María de la Solitud de Vilallonga i d'Amat.
2. Va casar amb María dels Dolors de Larrard i Juez-Sarmiento. Li va succeir, del seu primer matrimoni, el seu fill:

Enric de Sarriera i de Vilallonga (1868-1951), IX marquès de Santa Maria de Barberà, VII comte de Solterra, VII marquès de la Manresana.
1. Va casar amb María del Pilar Losada i Rosés. Li va succeir el seu fill:

Joaquim de Sarriera i Losada, X marquès de Santa Maria de Barberà, VIII marquès de la Manresana.  Majordom de setmana del Rei Alfons XIII.
1. Va casar amb Inés Fernández de Muniaín i Oliozola. Li va succeir, per rehabilitació, la rebesneta del VIII marquès de Santa Maria de Barberà:

Maria Victòria de Samà i Coll (1911-.), XI marquesa de Santa Maria de Barberà (rehabilitat en 1984, i perdut en 1987 per haver-hi un tercer de millor dret, fill de l'anterior marquès), VI marquesa de Marianao, V marquesa de Vilanova i la Geltrú, XII comtessa de Solterra.
1. Va casar amb Josep de Fontcuberta i Casanova, IV marquès de Vilallonga, fill de Francisco Javier de Fontcuberta i de Dalmases, III marquès de Vilallonga i de María del Carmen Casanova i Perella. A aquesta XI marquesa, la va succeir, per rehabilitació de millor dret, i anul·lació de l'anterior rehabilitació que s'havia efectuat al seu favor, el fill del X marquès de Santa Maria de Barberà:

Ramon de Sarriera i Fernández de Muniaín (n. en 1945), XII marquès de Santa Maria de Barberà, IX marquès de la Manresana.
1. Va casar amb Marcela Bernat Valenzuela.